# Миньково (Жуковский район)
Миньково— деревня в Жуковском районе Калужской области, в составе сельского поселения «Деревня Истье».
Минька — уменьшительное просторечное имя, от Михаил, Мина(Минай) или Дмитрий.
Иньга — широкое устье реки или озера

## География
Расположена на севере Калужской области, на речке Коломенка, в настоящее время безымянной . Рядом — Истье.

## Климат
Умеренно-континентальный с выраженными сезонами года: умеренно жаркое и влажное лето, умеренно холодная зима с устойчивым снежным покровом. Средняя температура июля +18 °C, января −9 °C. Теплый период длится в среднем около 220 дней.

## Население
| 2002 | 2010 |
| ---- | ---- |
| 15   | ↘7   |

## История
В 1913 году Миньково Коломенка входила в Спасопрогнаньскую волость 1 стана Боровского уезда
В деревне православный храм иконы Божией Матери Всецарица. 